# Juri Stepanow (Badminton)
Juri Stepanow (* 22. Februar 1969; russisch Юрий Степанов, englisch Yury Stepanov, wissenschaftliche Transliteration Jurij Stepanov) ist ein russischer Badmintonspieler, der im Parabadminton in den Startklassen WH1 und WH1/2 an den Start geht und bei Welt- und Europameisterschaften mehrere Bronzemedaillen errang.

## Karriere
Bei der Weltmeisterschaft 2011 in Guatemala-Stadt schied Stepanow im Achtelfinale gegen den Japaner Seiji Yamami mit 18:21, 14:21 aus. Im Doppel spielte er mit seinem Landsmann Pawel Popow und verlor im Halbfinale gegen die späteren Weltmeister, das türkisch-deutsche Duo Avni Kertmen/Thomas Wandschneider, mit 9:21, 9:21. Popow und Stepanow errangen somit wie Alexander Polstjankin und David Toupé die Bronzemedaille.
Bei der Europameisterschaft 2012 in Dortmund schied Stepanow in der Gruppenphase mit einem Sieg gegen Richard Perot sowie Niederlagen gegen Thomas Wandschneider und Pawel Popow aus. Im Doppel, das er erneut mit Popow spielte, schied er wie bei der Weltmeisterschaft zuvor gegen Kertmen/Wandschneider aus, dieses Mal mit 4:21, 15:21. Wie der Franzose Sebastien Martin und der Deutsche Young-Chin Mi errangen Popow/Stepanow die Bronzemedaille.
Bei der Weltmeisterschaft 2013 in Dortmund schied Stepanow in der ersten Runde des K.-o.-Systems (Sechzehntelfinale) gegen den Engländer Connor Dua-Harper mit 10:21, 21:16, 5:21 aus. Im Doppel spielte wie zuvor mit Popow und verlor im Halbfinale gegen den Türken Avni Kertmen und Sam-Seop Lee, mit 17:21, 21:19, 11:21. Popow und Stepanow errangen somit wie die beiden Japaner Osamu Nagashima und Seiji Yamami die Bronzemedaille.
Bei der Europameisterschaft 2014 in Los Narejos schied Stepanow in der ersten Gruppenphase mit einem Sieg gegen den Engländer Owen Kilburn und Niederlagen gegen den Deutschen Young-Chin Mi und dem Franzosen David Toupé aus. Im Doppel mit Popow schieden sie im Viertelfinale mit 13:21, 11:21 gegen die Engländer Connor Dua-Harper und David Follett aus. Erstmals spielte Stepanow zudem im Mixed, mit der Türkin Nuray Goencue. Die beiden schieden mit drei Niederlagen in der Gruppenphase aus.
Bei der Weltmeisterschaft 2015 in Aylesbury schied Popow im Achtelfinale gegen den Japaner Osamu Nagashima mit 11:21, 15:21 aus. Im Doppel schied er mit Popow im Achtelfinale den Hongkonger Chan Ho Yuen und den Japaner Osamu Nagashima mit 9:21, 6:21 aus. Im Mixed trat er nicht an.
Bei der Europameisterschaft 2016 in Beek verlor Stepanow das Halbfinale mit 10:21, 10:21 gegen den Franzosen David Toupé. Somit errang Stepanow im Alter von 47 Jahren und 250 Tagen seine erste Einzel-Medaille bei einem Großereignis. Die Bronzemedaille teilte er sich mit dem Engländer Connor Dua-Harper. Im Doppel mit Popow schieden sie im Halbfinale mit 9:21, 8:21 gegen die Europameister Connor Dua-Harper und Thomas Wandschneider aus. Die Bronzemedaille ging zudem an die Deutschen David Holz und Young-Chin Mi.
Bei der Weltmeisterschaft 2017 in Ulsan schied Stepanow wie schon zwei Jahre zuvor im Achtelfinale gegen den Japaner Osamu Nagashima aus, dieses Mal mit 12:21, 12:21. Im Doppel spielte er erstmals mit seinem Landsmann Konstantin Afinogenow, sie schieden in der Gruppenphase nach einem Sieg gegen das französische Duo Laurent Bellia/Stephen Durand sowie Niederlagen gegen zwei Duos aus der Republik Korea (Jung Man Choi/Sung Hun Kim und Jungjun Kim/Lee Sam-seop) aus. Auch im Mixed hatte er mit seiner Landsfrau Irina Kusmenko eine neue Spielpartnerin. Sie konnten das Spiel gegen den Inder Abu Hubaida, der mit der Irin Laura Lee Jenkins spielte, gewinnen. Die Gruppenspiele gegen die Japaner Hiroshi Murayama/Rie Ogura und die Schweizer Christian Hamboeck/Cynthia Mathez gingen verloren.
Bei der Europameisterschaft 2018 in Rodez schied Stepanow mit einer 21:17,-15:21,-18:21-Niederlage gegen seinen Landsmann Konstantin Afinogenow im Viertelfinale aus. Das Doppel spielte er erneut mit Pawel Popow, sie verloren das Viertelfinale gegen den Israeli Amir Levi und den Franzosen David Toupé mit 11:21, 5:21. Im Mixed startete Popow nicht.
Bei der Weltmeisterschaft 2019 in Basel gewann Stepanow das Gruppenspiel gegen den Türken Avni Kertmen und verlor gegen den Finnen Timo Villanen und den Japaner Osamu Nagashima, er schied somit in der Gruppenphase aus. Im Doppel spielte er erstmals mit seinem Landsmann Ilja Pargejew, sie schieden in der Gruppenphase nach Niederlagen gegen Osamu Nagashima/Atsuya Watanabe (Japan) und Jungjun Kim/Dong Seop Lee (Republik Korea) aus.